# Det Musiske Hus (Frederikshavn)
Det Musiske Hus er et kulturhus ved siden af rådhuset i Frederikshavn. Det åbnede i februar 2004 og anses for at være byens kulturelle knudepunkt, der med et stort antal kulturelle arrangementer inden for en bred vifte af genrer tiltrækker publikum fra hele Nordjylland, samt Norge og Sverige. Stedet har to sale med plads til henholdsvis 450 og 150 personer.
Det Musiske Hus har været en væsentlig hjørnesten i Frederikshavns forvandling "fra værftby til værtsby" og har sat Frederikshavn på landkortet i den kulturelle verden.